# Roz-sur-Couesnon
Roz-sur-Couesnon is een gemeente in het Franse departement Ille-et-Vilaine (regio Bretagne). De plaats maakt deel uit van het arrondissement Saint-Malo. Roz-sur-Couesnon telde op 1 januari 2022 1.036 inwoners.

## Geografie
De oppervlakte van Roz-sur-Couesnon bedroeg op 1 januari 2022 25,86 vierkante kilometer; de bevolkingsdichtheid was toen 40,1 inwoners per km².

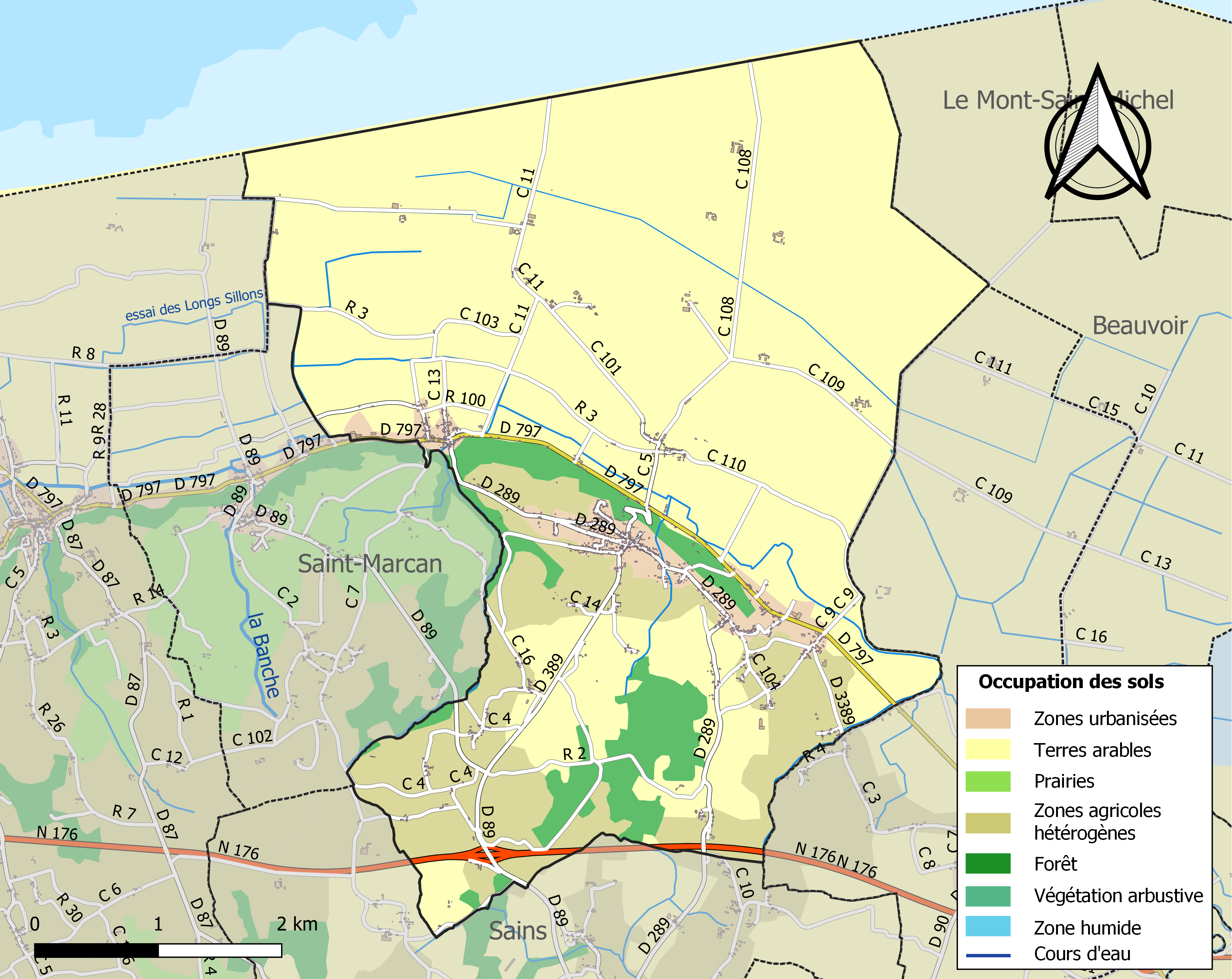
Kaart van de gemeente met belangrijkste infrastructuur, bodemgebruik en omliggende gemeenten

## Demografie
Onderstaande figuur toont het verloop van het inwonertal (bron: INSEE-tellingen).